# Freaks (canção de French Montana)
"Freaks" é uma canção do rapper americano French Montana com participação da rapper compatriota Nicki Minaj. Foi lançado em 14 de fevereiro de 2013 com o segundo single do seu álbum de estréia Excuse My French (2013). Foi escrito por Onika Maraj, Karim Kharbouch, Richard Butler Jr. e produzido pelo último
Mänüël Frënch Mönttänä

## Antecedentes
Em 26 de janeiro de 2013, French Montana anunciou que seu próximo single "Freaks" será lançado na próxima semana, a canção é um remake da música "Freaks", que apareceu originalmente no álbum de estréia do rapper Lil Vicious, Destination Brooklyn. "Freaks", com Nicki Minaj estreou no Hot 97 em 13 de Fevereiro de 2013 e lançado no iTunes no dia seguinte.

## Vídeo musical
Em 18 de feveriero de 2013, um clipe de "Freaks" foi filmado. Em 7 de março de 2013 ele foi lançado.

## Remix
Em 25 de abril de 2013 um remix oficial foi lançado com a participação de DJ Khaled, Mavado, Rick Ross, Wale e Nicki Minaj junto com um novo verso de French Montana.

## Desempenho nas paradas musicais

### Posições
| Paradas (2012/13)                                      | Melhor posição |
| ------------------------------------------------------ | -------------- |
| Estados Unidos - Billboard Hot 100                     | 77             |
| Estados Unidos - Billboard Hot R&B/Hip-Hop Songs       | 25             |
| Estados Unidos - Billboard Rap Songs                   | 18             |
| França - Syndicat National de l'Édition Phonographique | 140            |
| Países Baixos - MegaCharts                             | 77             |